# Adolf Loos starší
Adolf Loos starší (17. srpna 1829 Jihlava – 31. března 1879 Brno) byl moravský kameník, sochař a podnikatel německého původu, zakladatel kamenického závodu Adolf Loos v Brně, zabývajícího se především realizacemi náhrobků, pomníků a dekorací budov. Byl otcem modernistického architekta a designéra Adolfa Loose mladšího.

## Život

### Mládí
Narodil se v Jihlavě, v domě č.p. 437, do rodiny učitele, měl šest sourozenců. Adolf absolvoval základní a střední vzdělání, okolo roku 1850 začal studovat na Akademii výtvarných umění ve Vídni malířství, následně zde však přešel do sochařského ateliéru, který absolvoval.

### FirmaAdolf Loos

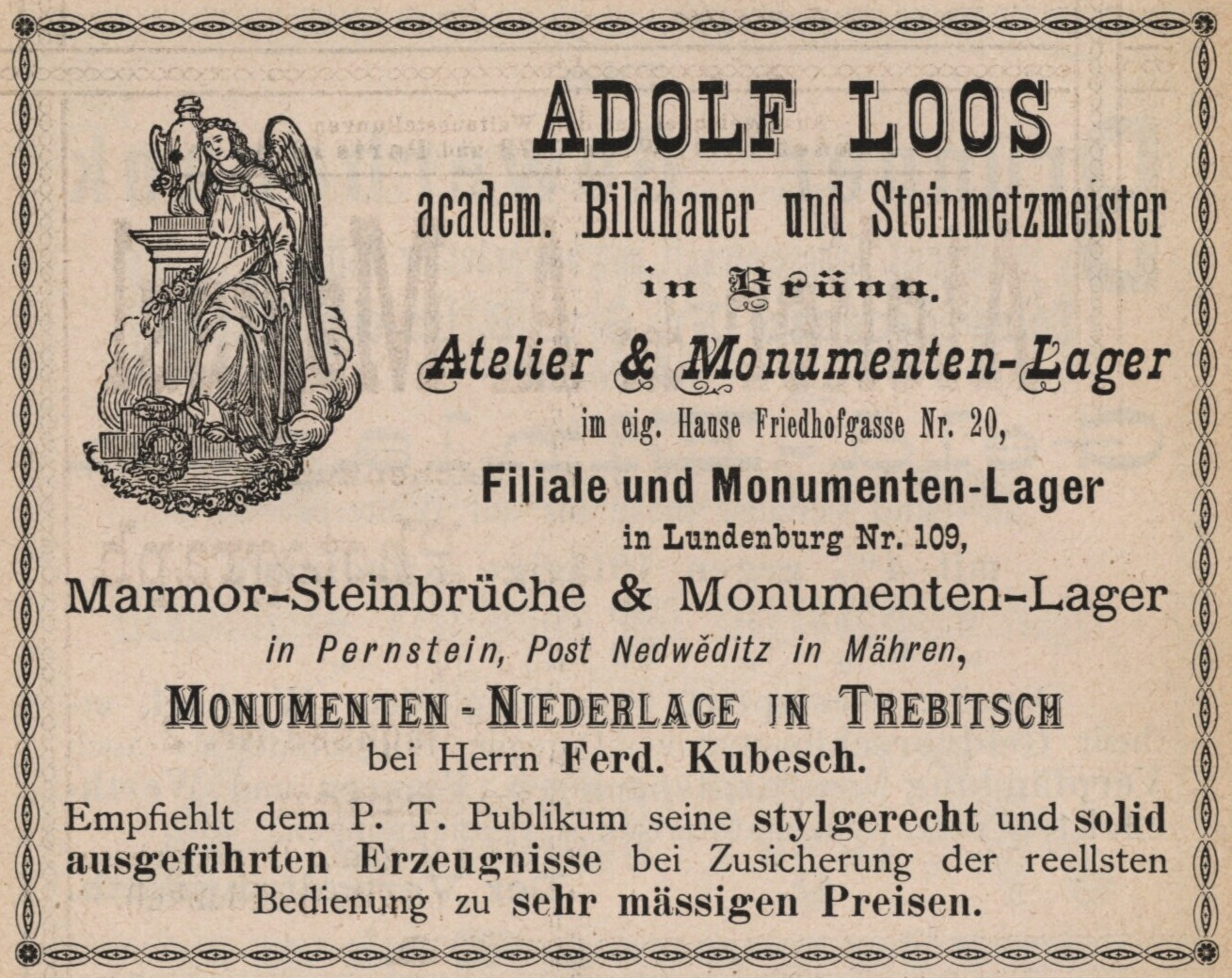
Reklama firmy Adolf Loos z roku 1878

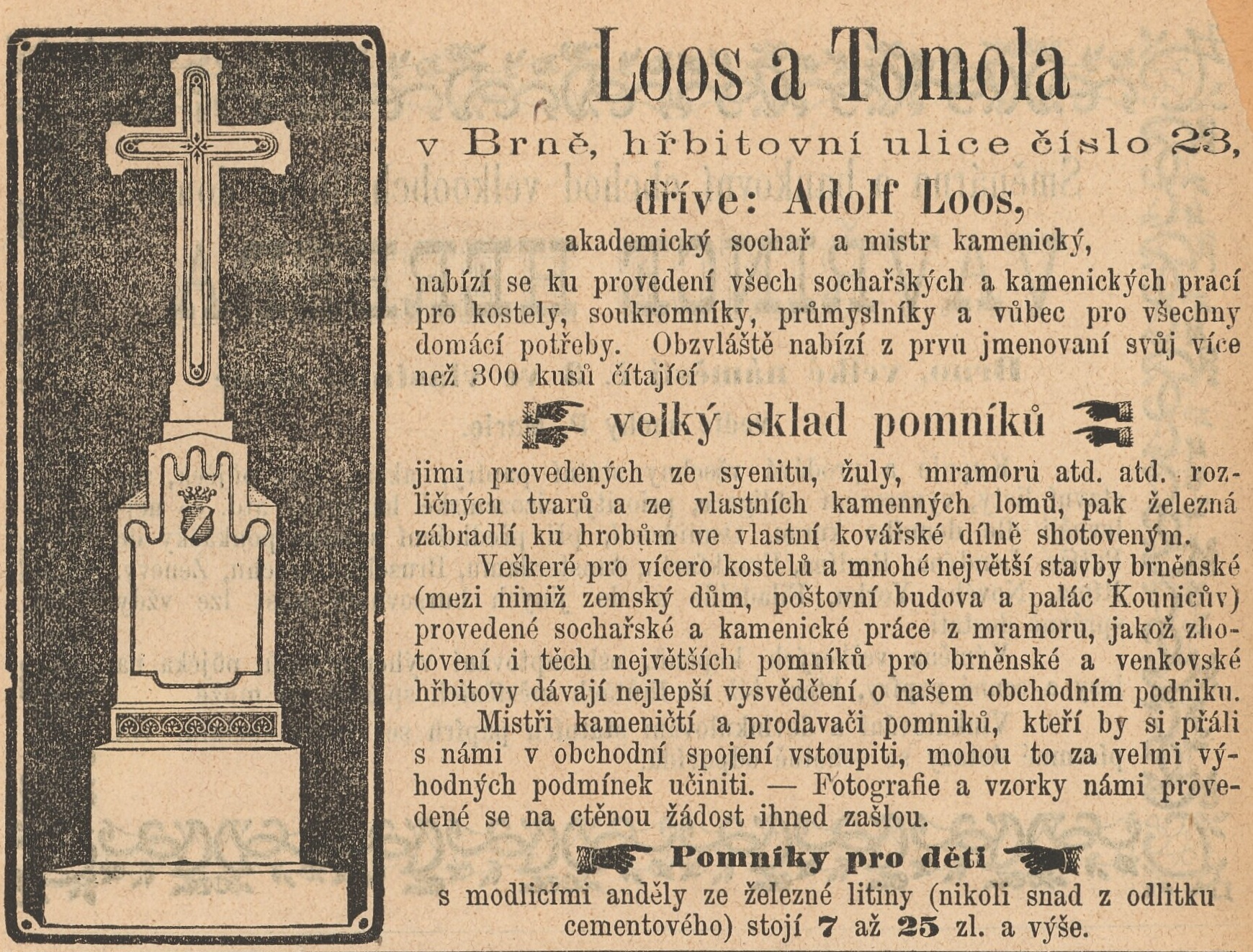
Reklama firmy Loos a Tomola (dříve Adolf Loos) z roku 1878

Okolo roku 1860 založil Loos v Brně vlastní kamenickou firmu na Hřbitovní ulici č. 22, v Brně založil rodinu a v domě bydlel. Ulice byla hlavní příjezdovou cestou na starý městský hřbitov, kde následně Loos realizoval celou řadu náhrobků a pomníků. V Brně následně získal řadu prestižních zakázek na figurální či ornamentální výzdobu řady významných budov či bust významných osobností městského života. Ve své době se jednalo o jeden z největších kamenických závodů v Brně i na celé Moravě. Loosovo kamenictví provádělo realizace náhrobků umístěných též na starém městském hřbitově v Jihlavě, později přesunuté na místní Ústřední hřbitov. Ve firmě pracoval např. sochař Johann Eduard Tomola. Loosovým studentem byl též sochař Franz Dressler.
Roku 1865 koupil Loos lom na mramor v Nedvědici severně od Brna, především aby svůj závod materiálově zajistil.

### Úmrtí
Adolf Loos starší zemřel náhle 31. března 1879 v Brně na infarkt ve věku 49 let. Tělo bylo uloženo v rodinné hrobce na starém městském hřbitově v Brně. Hrobku vystavěla firma Adolf Loos. Starý hřbitov byl roku 1903 zrušen a Loosův hrob byl přesunut do nové hrobky na Ústředním hřbitově v Brně.
V řízení firmy nadále pokračovala vdova Marie Loosová, následně pak Loosův vnuk Walter Pirschl.

### Rodinný život
2. února 1870 se v Břeclavi Loos oženil s Marií (1833–1921), rozenou Hertl, dcerou magistrátního rady v Jihlavě Franze Hertla. Počali spolu 3 děti: Adolfa, Hermine a Marii, provdanou Pirschl. Dědicem rodinného závodu se stal vnuk Walter Pirschl, naopak nejstarší syn Adolf byl pro rodinné neshody z firmy vyřazen a nadále se s rodinou příliš nestýkal. Jeho švagrem byl právní a pozdější zemský soudce a rytíř řádu Františka Josefa JUDr. Karel Hertl (1834–1910).
Na místě někdejšího Loosova domu v pozdější Kounicově ulici byl v letech 1961 až 1964 postaven hotel Continental.

## Vybrané realizace firmy

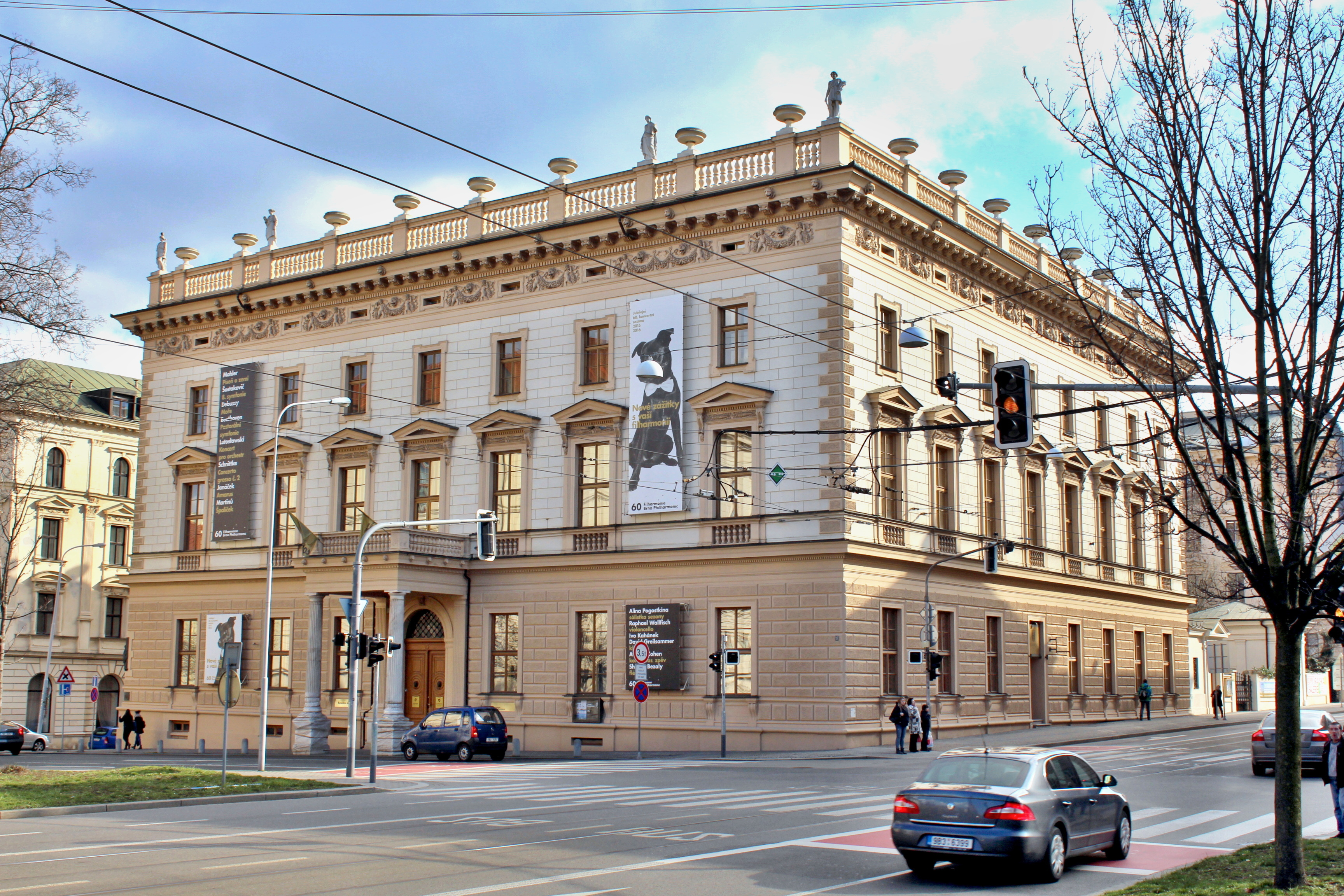
Besední dům z roku 1873, kde Loos realizoval sochařskou výzdobu

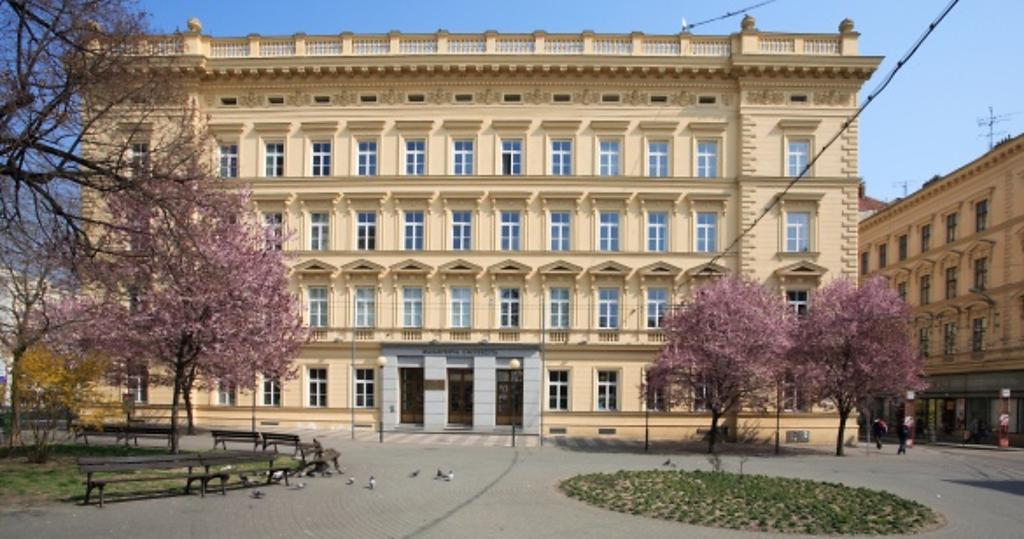
Kounicův palác

- Figurální výzdoba Léčebny pro duševně choré a nemocné, Brno-Černovice, 1861–1863
- Figurální výzdoba Kounicova paláce, Brno, 1871–1873
- Figurální výzdoba Besedního domu (pozdější sídlo brněnské Filharmonie), Brno, 1873
- Figurální výzdoba Zemské sněmovny, Brno, 1875
- Hrobka šlechtické podnikatelské rodiny Schoeller, Starý městský hřbitov v Brně (přesunuto na Ústřední hřbitov)
- Figurální výzdoba Německého gymnázia, Brno (spolupráce s Josefem Břenkem, pozdější sídlo JAMU)